# Самаро-Златоустовская железная дорога
Сама́ро-Златоу́стовская желе́зная доро́га (до 1890 года — Самаро-Уфимская железная дорога) — железная дорога в Российской империи, сооружённая за счёт государственной казны. Постройка начата в 1885 году, открыта (из Самары) до Уфы — до 8 (20) сентября 1888 года, затем до Златоуста — по 8 (20) сентября 1890 года, в итоге — до Челябинска, с 1892 года.
Дорога являлась одной из крупнейших российских железных дорог конца XIX — первой трети XX века. Пролегала по территории Самарской, Оренбургской и Уфимской губерний и служила связующим звеном между Поволжьем и Южным Уралом. С момента открытия движения по Сибирской железной дороге и по ветке Екатеринбург — Челябинск (1896 год) до открытия Петербурго-Вологдо-Вятской железной дороги (1906 год) была единственным рельсовым путём, соединявшим европейскую часть России с Уралом, Сибирью и Дальним Востоком.

## История

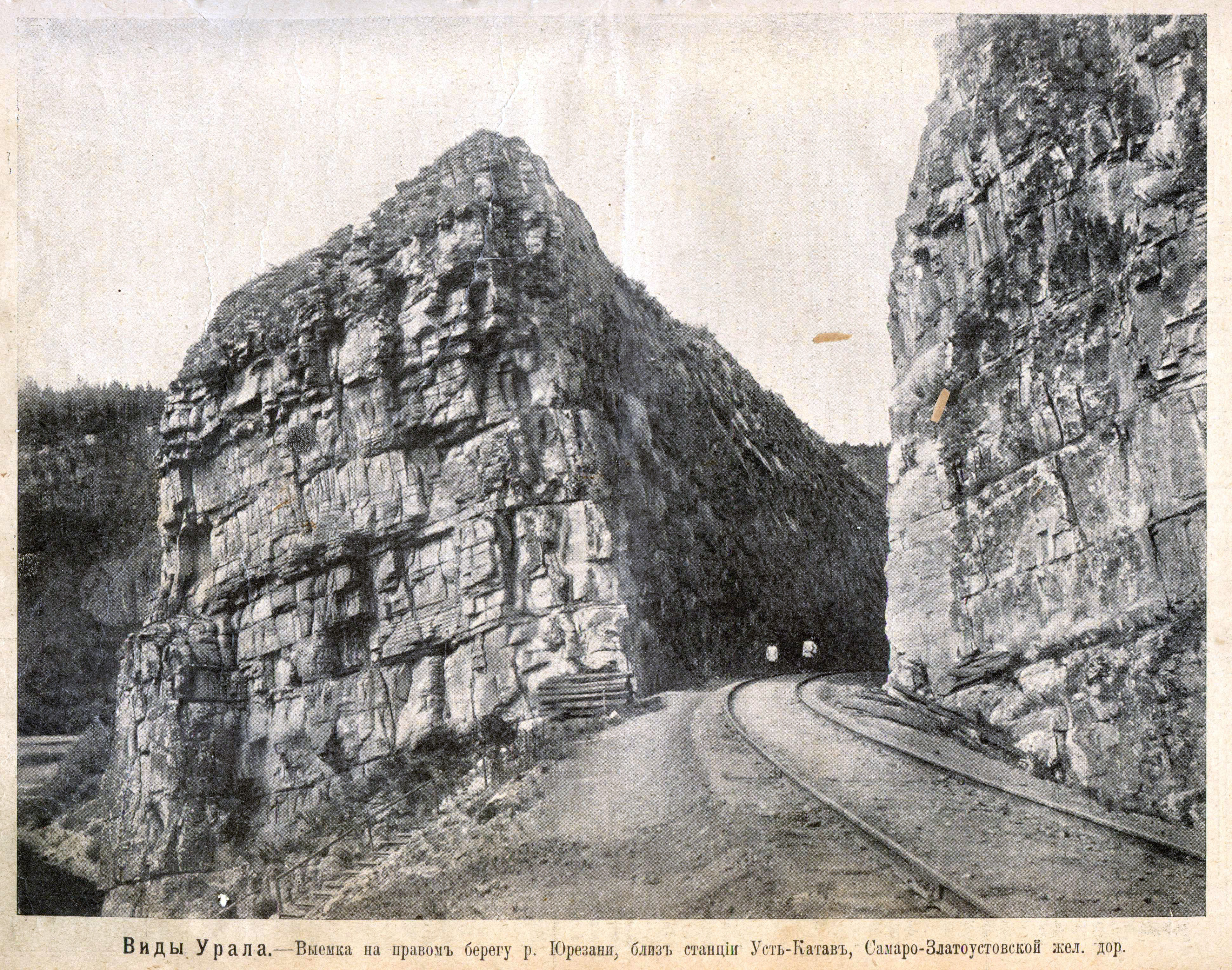
Участок Самаро-Златоустовской железной дороги у Усть-Катава. Фото 1915 г.

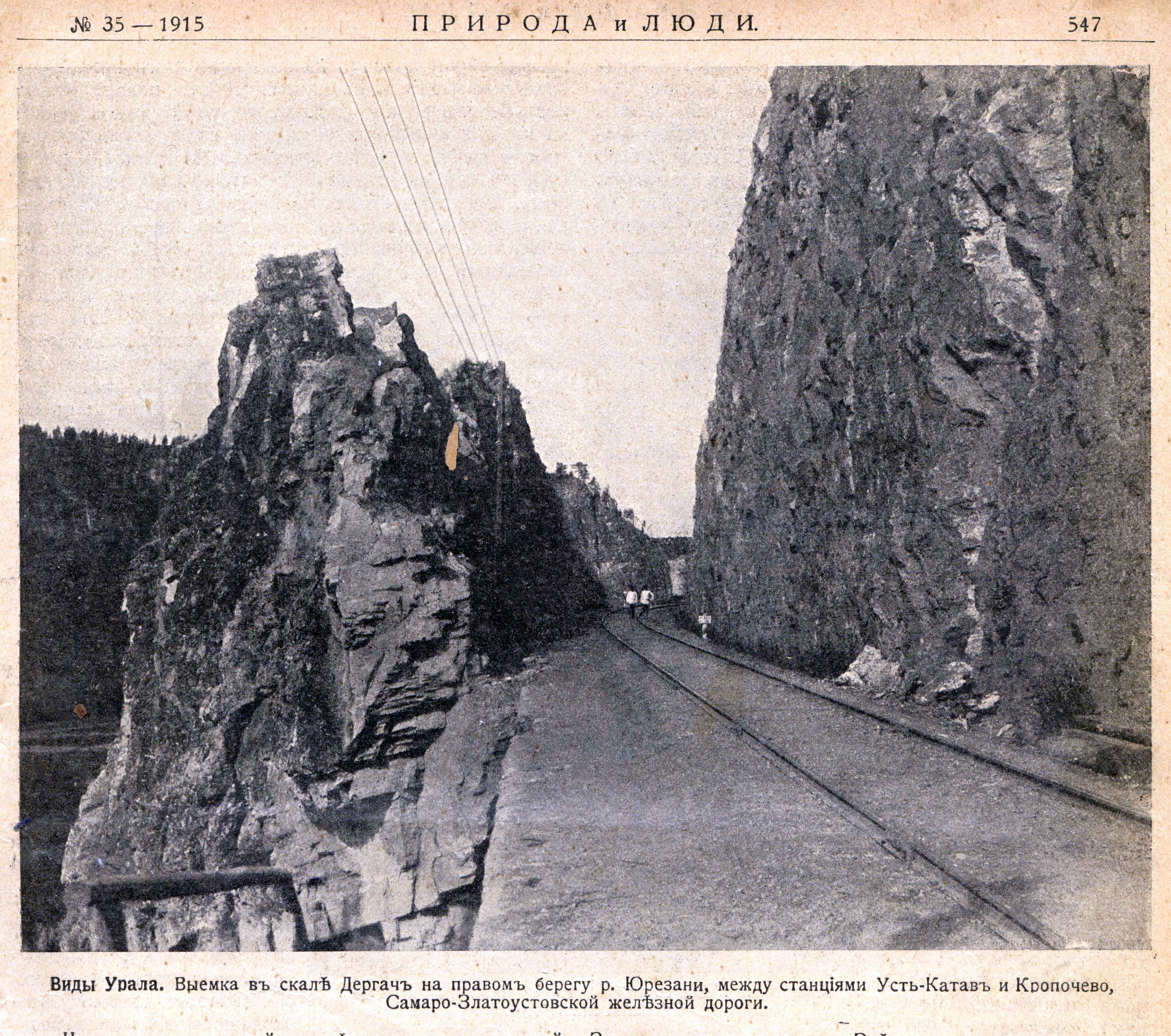
Выемка в скале «Дергач» произведённая при строительстве Самаро-Златоустовской железной дороги. У реки Юрюзань на перегоне Усть-Катав — Кропачёво. Фото в журнале «Природа и люди», 1915 г.

О необходимости связать железнодорожным сообщением Волгу и Южный Урал говорили ещё в конце 70-х годов XIX века, но разразившийся в это время мировой сельскохозяйственный кризис помешал начать строительство. Решение начать сооружение Транссибирской магистрали вновь сделало актуальным вопрос о создании железной дороги между Волгой и Южным Уралом. В 1882 году начинаются изыскания на участке Самара — Уфа. Само строительство было начато в 1885 году на казённые деньги. Возглавляли строительство инженер путей сообщения К. Я. Михайловский и его помощники — П. С. Жуков и П. С. Мухлинский, впоследствии строившие Транссиб.
Строительство Самаро-Уфимской линии проходило в сложных условиях. Постоянно ощущалась нехватка рабочих рук, так как строительство в основном приходилось вести в малонаселённых районах. Значительную часть пути пришлось прокладывать по твёрдым и скалистым грунтам. Возникли проблемы и с материалами для строительства. Если известняк можно было добывать поблизости, то песок и балласт завозились издалека.
Строительство дороги было завершено в 1892 году.

### Развитие

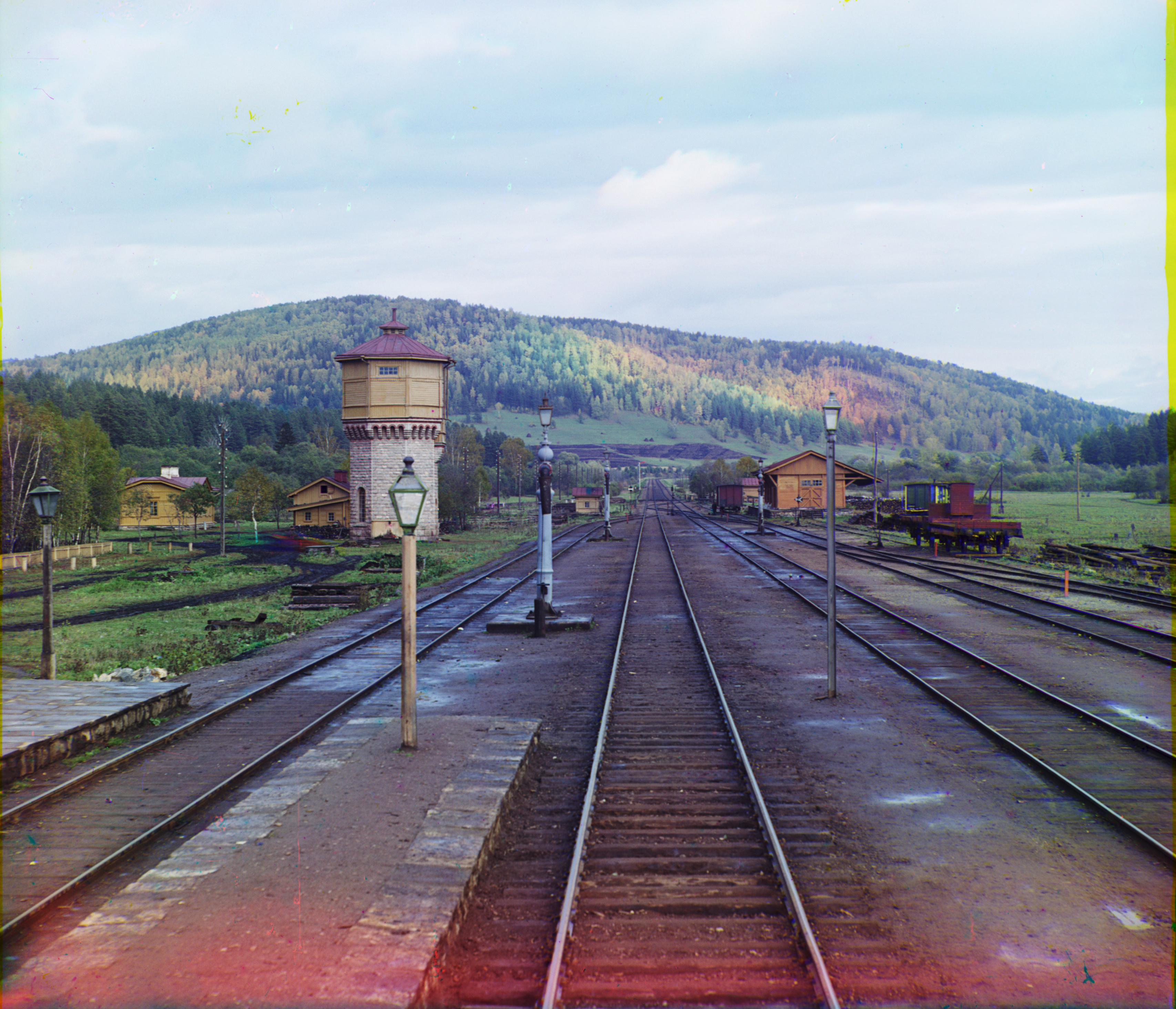
Станция Симская Самаро-Златоустовской железной дороги. С. М. Прокудин-Горский, 1910 г.

В 1890—1893 годах дорога столкнулась с серьёзными проблемами. Оказавшись в тяжёлом экономическом положении из-за недогруженности, управление Самаро-Златоустовской дороги было вынуждено остановить движение поездов в ночное время на участках Кинель — Похвистнево и Раевка — Уфа, также пришлось закрыть часть переездов. Несмотря на трудности, развитие дороги продолжалось. Так 8 сентября 1890 года было завершено строительство 300-вёрстного участка Уфа — Златоуст, а дорога переименована в Самаро-Златоустовскую. 22 октября 1892 года началось движение на участке Златоуст — Челябинск протяженностью 150 верст. 1 января 1893 года дорогу объединили с частной Оренбургской железной дорогой, и она стала называться «Самаро-Златоустовской с Оренбургской ветвью», а её протяженность увеличилась до 1410 вёрст.
После того как в 1896 году начались перевозки по Сибирской железной дороге, грузооборот Самаро-Златоустовской магистрали стал быстро расти, и регулярное движение было восстановлено на всех её участках. Развитие линии продолжалось вплоть до начала Первой мировой войны.
В сентябре 1895 года началось и 16 августа 1897 года завершилось строительство узкоколейной Кротовско — Сергиевской ветви, соединившей дорогу с Сергиевским курортом и Тимашевским сахарным заводом. Руководил работами инженер путей сообщения и писатель Н. Г. Михайловский.
28 декабря 1898 года начато движение на участке Рузаевка — Батраки, с ветвями к пароходным пристаням Волги. 11 ноября 1900 года соединены город Сызрань и станция Батраки.
1 января 1905 года участок дороги от Кинеля до Оренбурга передан Ташкентской железной дороге.
15 августа 1914 года на станции Чишмы соединены Самаро-Златоустовская и Волго-Бугульминская железные дороги.
В 1916 году на станции Бердяуш соединены Самаро-Златоустовская и Западно-Уральская железные дороги.

### После революции
В 1919 году Самаро-Златоустовскую железную дорогу объединили с Западно-Уральской железной дорогой, в 1921 году — с Волго-Бугульминской дорогой (от станции Чишмы до станции Часовня-Верхняя), а 1 июля 1929 года к дороге присоединён участок Московско-Казанской дороги Инза — Ульяновск. В апреле 1934 года при создании, согласно постановлению СНК СССР от 13 декабря 1933 г., Южно-Уральской железной дороги часть Самаро-Златоустовской дороги была передана ей (совместно с частью Пермской). 26 мая 1936 года Самаро-Златоустовская железная дорога переименована в дорогу имени В. В. Куйбышева (с 14 мая 1953 года — Куйбышевская железная дорога). Участок после станции Кропачево до Златоуста в 1953 году отходит к Южно-Уральской железной дороге.
В течение долгого времени отсчет расстояний на железной дороге в самарском регионе шёл от станции Батраки (позже, в 1956 году из посёлков Батраки́, Правая Волга, Костычи и Первомайский был образован город Октябрьск). Остановочные пункты пригородных поездов носили такие названия (в скобках указаны названия, существующие с 1951-52 годов):
- 114 км (Конструкторская)
- 116 км (Соцгород)
- 120 км (Волгарь, позже — Красный Кряжок)
- 128 км (Речная)
- 130 км (Толевая)
- 133 км (Кирпичная, позже Киркомбинат)
- 135 км (Стахановская)
- 137 км (Пятилетка)
- 139 км (Заводская, позже Мирная).[7]

## Комментарии
1. ↑  Первой железной дорогой в границах региона стала Моршано-Сызранская железная дорога, построенная в 1874 году. В 1877 году дорога была продолжена на участке Батраки — Кинель, с переправой через Волгу в Батраках, где была налажена переправа пассажиров, грузов и багажа летом на пароходах, а зимой на санях по льду. Тогда и была введена нумерация станций по расстоянию от Батраков.